# Гандабхерунда
Гандабхерунда - міфічний двоголовий птах, вперше згадується в стародавніх канонічних текстах індуїзму. Дравідійською мовою каннада - ганда - сильний , бхерунда - двоголовий . 

## Зображення

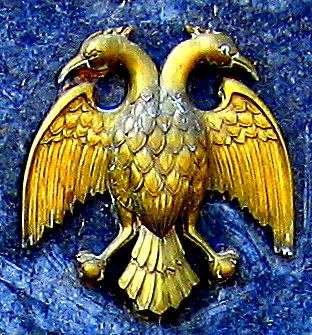
Герб Майсура

У Вішну - пурані розповідається , що бог- воїн Вішну перетворювався на Гандабхерунду , коли звичайної зброї, яким він володів, виявлялося недостатньо і потрібно було проявити фантастичну силу : двоголовий орел легко міг підняти в кожній лапі і дзьобі по слону або леву. Цікаво, що таке зображення Гандабхерунди збереглося не тільки на середньовічних монетах, а й на барельєфі храму Рамешвар в індійському м. Келаді, який побудований в XVI столітті, а також у гербі королівства (князівства) Майсур, де Гандабхерунда тримає в кожній лапі по слону.
Гандабхерунда відомий і як емблеми династії королів Майсура - Водеярів, на ряді золотих і мідних монет могутньої імперії Віджаянагар (південь Індії) XIII -XVI ст., держави Чалук'я, Держава Хойсалів, Держава Кадамба. А в наші дні - в гербах штату Карнатака, м. Майсур, його університету, футбольного клубу Бангалора - Bengaluru FC та ін.
Гандабхерунда сприймався індійцями не лише як символ бога- воїна Вішну , його вищої влади і військової сили. Як аватар (втілення) Вішну він символізував також дотримання принципів дхарми (дисципліни і порядку). Видна індійська дослідниця з Бангалора доктор філософії К.Л. Кемет у книзі «Prani Parisara» (про тварин в індійській скульптурі) писала, що Гандабхерунда висловлює також ідеї родючості й могутності, причому в останній відбивається в першу чергу військова семантика, військова складова цієї геральдичної фігури. Інші витоки військової семантики Гандабхерунди пов'язані з уявленнями індусів про Вішну - воїна, який, як згадується в брахманів, не тільки «робить подвиги на благо пригноблених і гноблених», а й грає «вирішальну роль в битві богів і асурів» 1 . В одній з чотирьох рук він тримає чакру - диск, зброю надприродної сили, що нагадує бумеранг, в іншій - раковину, що видає звук , який вселяє жах в противника, в третій - булаву, у четвертій - лук. Саме тому «його вважають охоронцем і захисником», що володіє безстрашністю, незвичайною силою і непереможністю . Для досягнення перемоги Вішну здатний перевтілюватися в численний арсенал аватарів, один з яких - двоголовий орел демонстрував небачену міць і силу.
Деякі регіональні південно-індійські писання оповідають, що Нарасімха прийняв форму Гандабхерунди, для битви проти втілення Шиви - Шарабха, восьмилапого чудовиська.
У Шрі-Ланці Г. є емблемою Збройних сил.
У буддизмі двоголовий орел символізував силу і владу Будди, в мусульманському світі - вищу, в тому числі військову, влада султана, який представлявся як богатир - воїн, що відрізнявся хоробрістю, рішучістю, волею до перемоги і войовничістю. 
Найдавніше зображення двоголового орла знаходиться на руїнах близько туркменської села Уейюк - в області стародавньої Каппадокії, на кордоні Ассирії. Руїни відносяться до епохи мідійського царя Кіаксара (635-596 рр.. до н.е.). Також зустрічався у хеттів. Також зображення двоголового орла використовувалися на римських емблемах, що датуються періодом правління Костянтина Великого, який у 326 р. обрав двоголового орла своєю емблемою, а в 330 р. затвердив його державним символом Римської імперії. Ймовірно це було пов'язано із переносом столиці із Риму до Візантія і запозичене у хеттів.

## Галерея

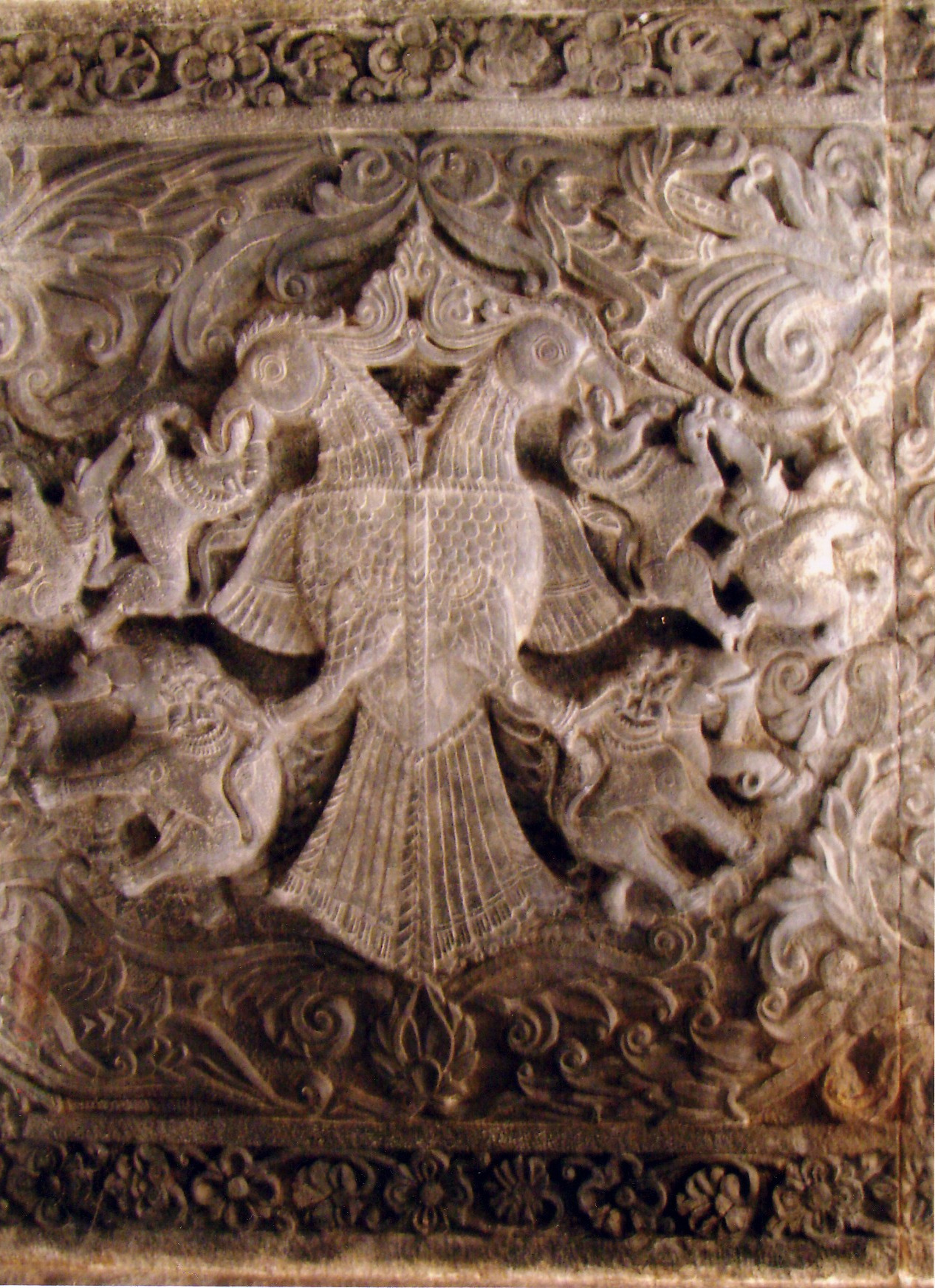
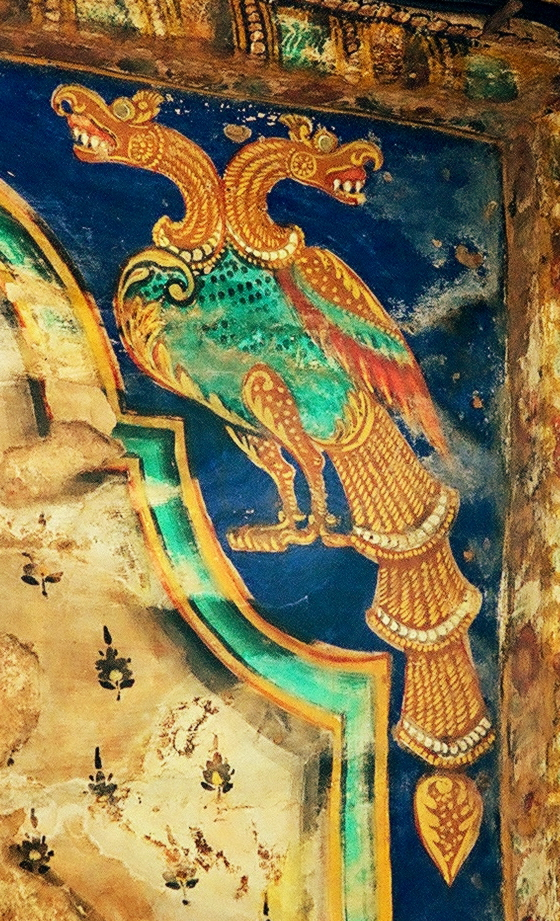
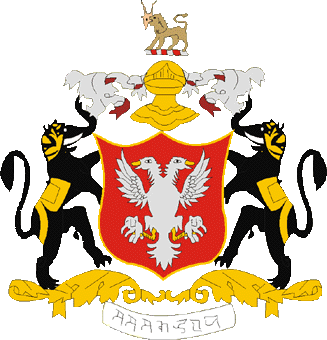

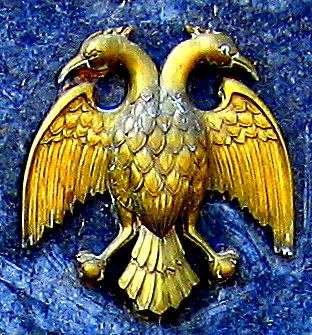
Зображення в палаці Майсора
Емблема штату Карнатака
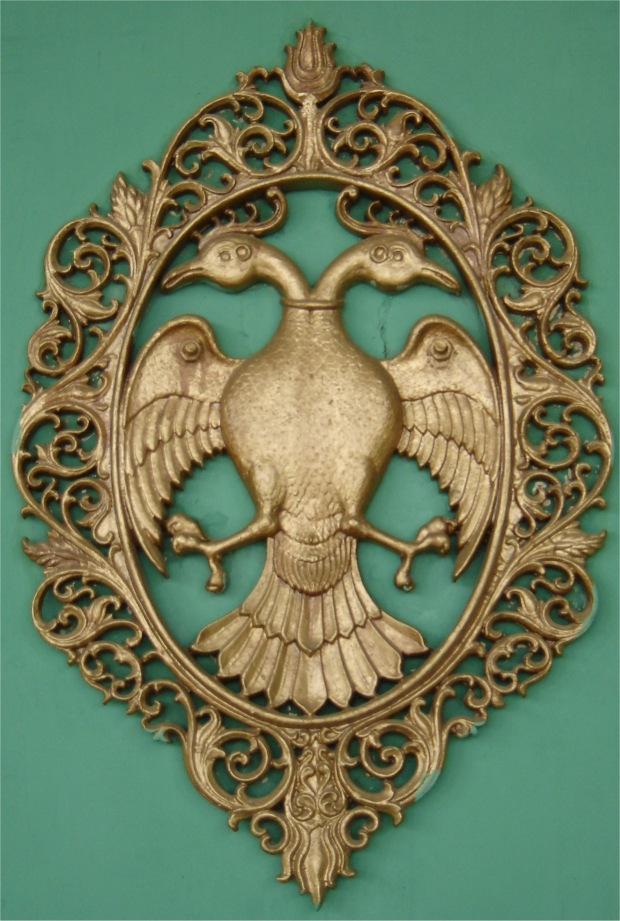
Зображення в готелі Майсора